# Javorac
Javorac ili gluhać (Acer obtusatum Waldst. Et Kit.) je listopadno drvo, visoko do 25 m, prečnika oko 1m. Krošnja je široko jajasta. Kora je glatka, sivo-smeđa i ljuspa se. Mlade grančice, kao i peteljke lišća su crvenkaste boje. Pupoljci su sitni (3-4 mm). Vrsta je izrazito kserotermno drvo visokog karsta. U Srbiji je česta vrsta u jugozapadnom delu i na Kosovu. Gaji se i kao dekorativna vrsta.

## Galerija
- Deo stabla i krošnja
- Kora javorca
- Kora javorca
- List